# Всеиндийское радио
Всеиндийское радио (англ. All India Radio, AIR ), с 1956 года официально известно как «Акашвани» (англ. Akashvani, хинди आकाशवाणी, дословно «Небесный глас») — индийская государственная радиоорганизация. Базируется в Дели. Единственная индийская радиовещательная корпорация, наделенная правом передавать новости. Основана в 1930 году.

## Радиостанции

### Основные радиостанции
- AIR National Channel

Доступна на средних волнах.
- Региональные радиостанции
- Vividh Bharati

Доступны на средних волнах и через FM (ранее — только на средних волнах). В систему Всеиндийского радио входят 208 передающих центров, из которых 150 вещают на средних волнах и 58 на коротких, а также 128 FM станций. Уверенный прием программ радиостанции возможен на 92 % площади Индии, что охватывает 99.19 % её населения. Вещание внутри страны ведется на 24 языках и 146 диалектах.

### Международные радиостанции
AIR External Services Division — вещание ведется на 17 языках. До 1 апреля 2020 года трансляции велись и на русском языке
- арабский
- белуджский
- бенгальский
- бирманский
- дари
- индонезийский
- китайский
- непальский
- панджаби
- персидский
- пушту
- синдхи
- сирайки
- суахили
- тибетский
- урду
- французский

Доступна через эфирное радиовещание (средние и короткие волны), спутник и Интернет.

## Мультимедиа
Имело сайт airworldservice.org/russian на русском языке.